# Качуркина, Александра Валерьевна
Александра Валерьевна Качуркина (род. 9 апреля 1995 года Северск, Россия) — российская конькобежка. Мастер спорта России (2012). Мастер спорта России международного класса (2018). 2-кратная чемпионка и бронзовый призёр зимней Универсиады, бронзовый призёр чемпионата России в многоборье. Выступает за СДЮСШОР «Янтарь» (Северск), «ТО ШВСМ» (Томск).

## Биография
Александра родилась в Северске, где и встала впервые на коньки. Она училась во 2-м классе 84-й школы, куда пришли тренеры спортшколы "Янтарь" – искать потенциальных спортсменов. Её заметили и пригласили на тренировку. Так Саша в возрасте 8 лет попала к Юлии Субботиной, своему первому и несменяемому тренеру, и стала тренироваться в СДЮСШОР "Янтарь". 
Тренировалась сначала вместе с сыном тренера в Северске. Через три года девочку позвали на первые сборы и на первые соревнования, где она взяла свою первую медаль. Со временем юная спортсменка «выросла» из маленького уличного катка и стала тренироваться в Томске при поддержке областной федерации конькобежного спорта, а также региональных и местных властей. Первым крупным успехом было 3-е место в многоборье на молодёжном чемпионате страны в Челябинске в марте 2009 года, а через год повторила результат.
В 2011 году выиграла многоборье на чемпионате России среди юниоров и стала победительницей в многоборье на III зимней Спартакиаде учащихся России, одержав победы в забегах на 1000, 1500 и 3000 метров. В 2012 году дебютировала на чемпионате мира среди юниоров и заняла лучшее 9-е место в беге на 1500 метров. Она выполнила нормативы мастера спорта и выиграла первенство России среди юниоров на 4-х дистанциях, став абсолютной чемпионкой второй год подряд. 
В 2013 году одержала третью победу на первенстве России среди юниоров в многоборье, в ходе соревнований победила в забегах на 1000 и 1500 метров и была третьей на дистанции 3000 м. На чемпионате мира среди юниоров в командной гонке финишировала на 4-м месте в 2013 и 2014 годах. В том же году финишировала третьей на первенстве страны среди юниоров. На чемпионатах России на отдельных дистанциях лучшим результатом было 5-е место в забегах на 1000 и 1500 метров. 
Также она участвовала в чемпионатах России по многоборью, в 2015 году была дисквалифицирована после трёх забегов, а в 2016 году заняла 7-е место. В феврале 2016 года на  IV зимней Всероссийской Универсиаде завоевала золотые медали в забегах на 1000 и 1500 метров, а в марте на III зимней Спартакиаде России выиграла серебряные медали на дистанциях 1000 и 1500 метров и бронзовую на 500 метров. В декабре 2016-го на юниорском этапе Кубка мира в Минске она выиграла "золото" на дистанциях 1000 и 1500 метров, и "серебро" на 500 метров и в командном спринте. 
На этапах Кубка России становилась не один раз победительницей и призёром. В составе сборной России принимала участие в этапах Кубка мира.
В феврале 2017 года Александра Качуркина победила в общем зачёте юниорского Кубка мира на дистанциях 500, 1000 и 1500 метров в финале Кубка мира в Эрфурте.
На зимней Универсиаде 2017 года победила на дистанции 1500 метров и на 1000 метров, а также взяла "бронзу" на 500-метровке. В декабре на этапе Кубка мира в Калгари на дистанции 1000 метров она заняла 5 место и выполнила норматив Мастера спорта Международного класса. 
27 января 2018 года МОК не допустил спортсменку из Северска к Олимпиаде в Пхёнчхане. В феврале 2018 года на V зимней Всероссийской Универсиаде завоевала золотые медали в забегах на 500, 1000 и 1500 метров. В конце марта Александра стала бронзовым призёром на чемпионате России в спринтерском многоборье. 

## Личная жизнь
Александра Качуркина магистрант Уральской государственной академии физической культуры в Челябинске. Между тренировками и соревнованиями читает книжки, прогуливается, ходит в кино.